# Hotel Helvetia & Bristol
 (octobre 2024).
 (octobre 2024).

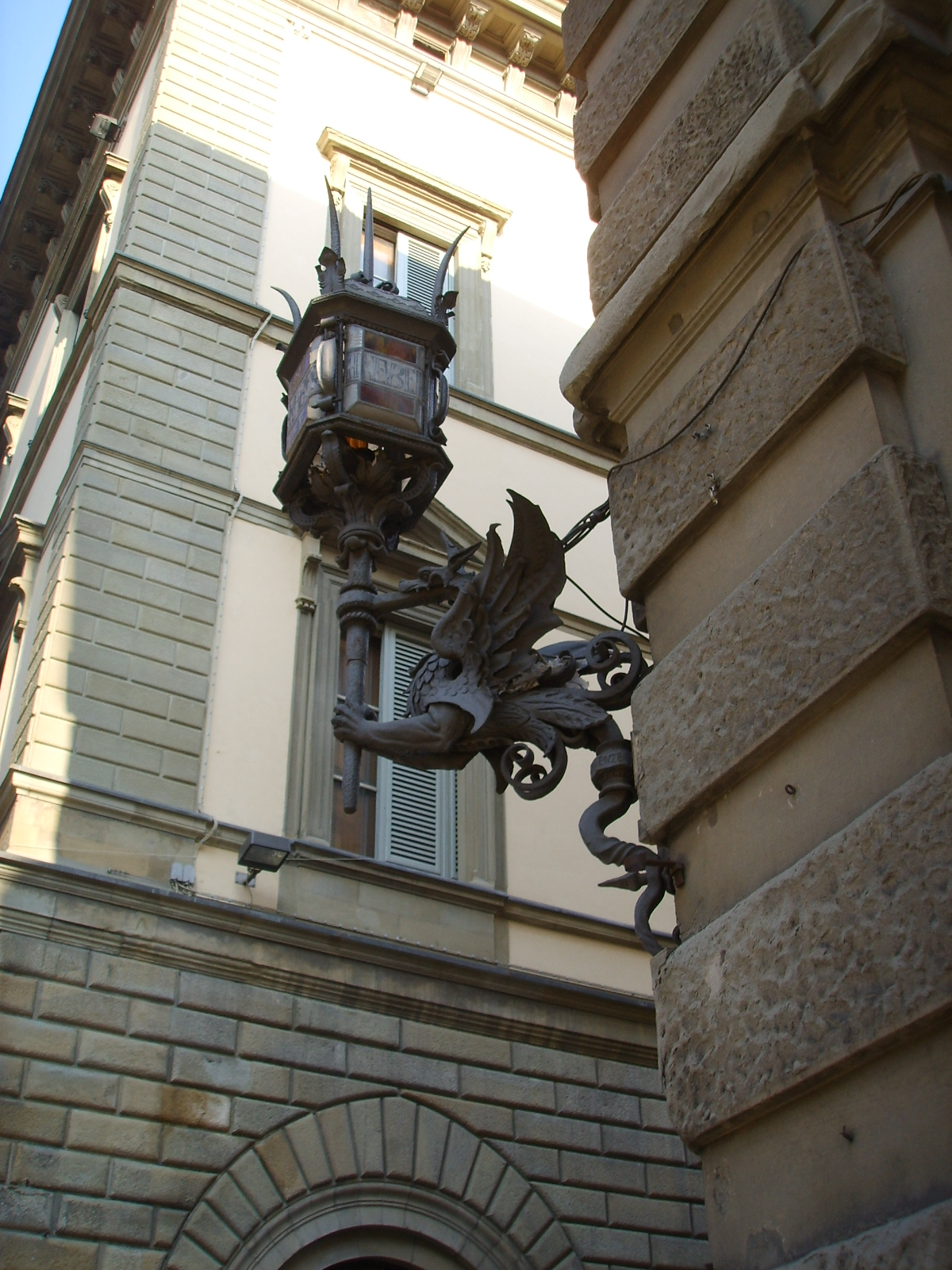
Lanterne de l'Hôtel Helvetia & Bristol

L'Hôtel Helvetia & Bristol est un palace cinq étoiles de Florence, en Italie. Il est membre des Leading Hotels of the World.

## Emplacement
L'hôtel est situé au cœur du centre historique de Florence, classé au patrimoine mondial par l'UNESCO en 1982. Il se situe entre la Piazza della Repubblica et la Via Tornabuoni. L'entrée est située sur la Via dei Pescioni et la façade principale donne sur la Piazza Strozzi. Le Ponte Vecchio, la cathédrale de Florence et la Piazza della Signoria sont situés à proximité.

## Histoire
Le palais qui abrite l'hôtel date de la fin du XIXe siècle. Créé à l'origine pour attirer les riches aristocrates de l'Angleterre victorienne, l'endroit a accueilli des artistes, dont Igor Stravinsky, Giorgio De Chirico et des membres de la famille royale danoise et de la monarchie néerlandaise.
L'hôtel abrite le Bar Bibendum et l'Hostaria Bibendum.